# بوبي كونورز
بوبي كونورز هو لاعب هوكي جليد كندي، ولد في 19 أكتوبر 1902 في إدنبرة في المملكة المتحدة، وتوفي في 27 يوليو 1931.

## وصلات خارجية
- بوبي كونورز على موقع دوري الهوكي الوطني (الإنجليزية)
- بوبي كونورز على موقع قاعة مشاهير الهوكي (لاعب أن.إتش.أل) (الإنجليزية)
- بوبي كونورز على موقع EliteProspects.com (الإنجليزية)
- بوبي كونورز على موقع HockeyDB.com (الإنجليزية)
- بوبي كونورز على موقع Hockey-Reference.com (الإنجليزية)